# Dragan Vukoja
Dragan Vukoja (ur. 11 marca 1969 w Kućanim) – chorwacki piłkarz występujący na pozycji napastnika.
Większość swojej kariery spędził w ojczyźnie i Włoszech, a pod koniec kariery występował w Chinach, gdzie cechował się ponadprzeciętną skutecznością.